# Comuna Bokove, Liubașivka
Bokove (în ucraineană Бокове) este o comună în raionul Liubașivka, regiunea Odesa, Ucraina, formată din satele Bokove (reședința), Ceaikivka, Petrivka, Velîke Bokove și Zaplazî.

## Demografie
Componența lingvistică a comunei Bokove
     Ucraineană (83,04%)
     Română (14,8%)
     Rusă (1,7%)
     Alte limbi (0,13%)
Conform recensământului din 2001, majoritatea populației comunei Bokove era vorbitoare de ucraineană (83,04%), existând în minoritate și vorbitori de română (14,8%) și rusă (1,7%).